# Hermano Vudú (personaje)
Hermano Vudú (Jericho Drumm) es un personaje ficticio que aparece en los cómics estadounidenses publicados por Marvel Comics. Apareció por primera vez en Strange Tales # 169 (septiembre de 1973). El personaje fue creado por el editor Stan Lee, Roy Thomas, Len Wein y el artista John Romita Sr. Desde que reemplazó al Doctor Strange como Hechicero Supremo en The New Avengers # 53 (julio de 2009), el personaje se conoce como Doctor Vudú.

## Concepto y creación
El editor de Marvel Comics, Stan Lee, propuso a un practicante heroico del vudú y la magia negra, y cuando el editor en jefe Roy Thomas sugirió el nombre de "Doctor Voodoo", Lee se recuperó con la sugerencia de "Hermano Vudú". La tarea de dar cuerpo al personaje fue luego asignada al escritor Len Wein y el director de arte de Marvel, John Romita Sr. Wein relató: "Hablamos sobre el sentido del personaje. Diseñé la 'V' en el círculo de la frente en la oficina de John". Romita hizo la mayor parte del diseño de vestuario, mientras que el concepto de Wein para el personaje y los poderes de Hermano Vudú se inspiró parcialmente en El Fantasma.

## Historial de publicaciones
Hermano Vudú protagonizó su propio largometraje en la serie de cómics de Marvel Strange Tales # 169-173 (septiembre de 1973 - abril de 1974), y en una función de respaldo en el horror en blanco y negro: la revista de cómics Tales of the Zombie # 6 (julio de 1974, en una historia que continúa de Strange Tales # 173) y # 10 (marzo de 1975). Ha sido estrella invitada muy esporádicamente en otras series de Marvel, en el siglo XXI.
La carrera de Hermano Vudú en Strange Tales fue escrita por el cocreador Len Wein y dibujada por Gene Colan. Aunque trabajaron en la serie bajo el método Marvel, Wein dejó poco que hacer para Colan en cuanto a la trama y el ritmo, escribiendo tramas que presentaban la historia página por página y, a menudo, incluso panel por panel.. Según el periodista de cómics Michael Aushenker, Colan "tomó lo que seguramente habría sido, en manos inferiores, una idea muy cursi y le infundió un arte que no solo le dio estilo y estilo, sino una especie de realismo y cara seria credibilidad de que estos individuos ridículamente disfrazados parezcan pertenecer a nuestro mundo". Aunque las páginas de cartas para estos problemas presentan muchas cartas enojadas de lectores religiosos, Wein ha dicho que esto no debe tomarse como una indicación de que Hermano Vudú era controvertido, ya que el personal de Marvel a menudo apilaba páginas de cartas con las respuestas más extremas que podían encontrar como formulario de publicidad.
El nombre de Hermano Vudú fue cambiado a "Doctor Vudú" cuando reemplazó al Doctor Strange como Hechicero Supremo durante la historia de Dark Reign. El personaje recibió su propia serie homónima escrita por Rick Remender, Doctor Voodoo: Avenger of the Supernatural, que fue cancelada después de cinco números.

## Biografía ficticia
Al regresar a su Haití natal (nacido en Puerto Príncipe) después de 12 años (originalmente casi 20) de educación y práctica como psicólogo acreditado en los Estados Unidos, Jericho Drumm descubre que su hermano gemelo, Daniel Drumm, el houngan local, está muriendo, víctima de un hechicero vudú que afirma estar poseído por el espíritu del dios serpiente Damballah, basado en el Loa Damballa. Justo antes de morir, Daniel le hace jurar a su hermano que visitará al mentor de Daniel, Papa Jambo. Jericho lo hace y se convierte en alumno de Jambo. Después de estudiar con el anciano houngan durante varias semanas, Jericho adquiere un mayor dominio de las prácticas del vudú que su propio hermano, convirtiéndose en un houngan por derecho propio. Papa Jambo luego realiza un rito que convoca el espíritu de Daniel de entre los muertos y lo une con el de Jericho. Habiendo creado un digno sucesor, Papa Jambo muere.
Jericho toma el nombre de "Hermano Vudú" y desafía al sacerdote (que se conoce con el mismo nombre que su dios, Damballah) y su culto. Con la ayuda del espíritu de su hermano Daniel Drumm que posee a uno de los miembros del culto, Jericho elimina el artefacto de poder de Damballah (wangal), lo que hace que las serpientes de Damballah se vuelvan contra él y evidentemente destruyan el culto de Damballah. El hermano Voodoo se convierte en el campeón y supremo houngan de Haití, y establece una enorme mansión como base de operaciones. Coloca el wangal en una caja fuerte, su combinación sólo la conocen el hermano Vudú y su sirviente Bambu.
El Hermano Vudú se encuentra con el científico Barón Samedi y los zombis artificiales creados por el grupo científico-terrorista A.I.M.; el original Black Talon, Mama Limbo y el Culto Señor Oscuro; y el houngan Dramabu. Habiéndose establecido, Hermano Vudú continúa ayudando a otros superhéroes, incluidos Spider-Man y Caballero Luna, así como al Hombre Lobo Jack Russell la Mole y Pantera Negra.
El Hermano Vudú finalmente sucumbe al atractivo del poder que representaba el wangal de Damballah. Cuando Jericho lo usa, el dios Damballah se apodera del alma de Daniel, quema la mansión y aparentemente mata a Bambu. Viaja a la ciudad de Nueva York para intentar apoderarse de la mente y el cuerpo del Hechicero Supremo de la Tierra, Doctor Strange, quien finalmente libera la influencia del hermano Vudú de Damballah y confina al dios maligno en el wangal. Más tarde se ve involucrado en la operación sobrenatural "Comandos Aulladores de Nick Fury" de la agencia de espionaje S.H.I.E.L.D. y se registra con el gobierno de acuerdo con la Ley de Registro de Superhumanos.
Mientras Pantera Negra luchaba contra Erik Killmonger, el hermano Vudú se reveló a sí mismo como un Skrull cuando intentó matar a Cannibal, a quien consideraba una amenaza. Sin embargo, los dos se mataron en la lucha, y el descubrimiento de la verdadera forma de 'Hermano Vudú' reveló la invasión Skrull a Pantera Negra, lo que le dio tiempo para prepararse. Al igual que otros héroes reemplazados por los Skrulls, se reveló que Hermano Vudú estaba vivo al final de Secret Invasion.

### Hechicero Supremo y muerte aparente
El Ojo de Agamotto deja a Doctor Strange después de mostrarle a él y a los Nuevos Vengadores casi treinta candidatos que posiblemente reemplazarían a Strange. Debido a que toma posesión del Ojo, Drumm se convierte en el nuevo Hechicero Supremo.
Con la ayuda de los Nuevos Vengadores, finalmente lucha contra la propia entidad Agamotto para evitar que Agamotto recupere el ojo y obtenga el poder para gobernar la dimensión de la Tierra, y parece sacrificarse en una explosión que él diseña para destruir tanto Agamotto como el Ojo.

### Regreso
Durante la historia de AXIS, el Doctor Doom hace un trato fáustico para resucitar al hermano Vudú, razonando que él y Daniel son los únicos que pueden evitar que la Bruja Escarlata invertida destruya a Latveria. El espíritu de Daniel Drumm posteriormente posee a Wanda para que pueda ser utilizada para deshacer el hechizo que invirtió a los héroes y villanos. Se le ofrece un papel a tiempo completo en los Ucanny Avengers de Steve Rogers.
También ayuda al Dr. Strange a derrotar al Empirikull, un culto científico centrado en destruir la magia en todas las dimensiones.
Cuando Daniel Drumm se pone del lado de La Mano para ayudarlos a recuperar y resucitar al recientemente fallecido Bruce Banner como nuevo agente, el hermano Vudú solicita la ayuda del resto de los Uncanny Avengers para detener a Hulk cuando la Mano lo envía al ataque. Cuando hace contacto con la esencia restante de Banner en Hulk, la Bestia de la Mano ofrece resucitar a Daniel si Banner se queda con ellos, pero el hermano Vudú afirma que elegirá a su hermano en forma de su compañero Vengador en lugar de Daniel, afirmando sombríamente que Daniel ha hecho su elección, simplemente permitiendo que Banner muera libre de la influencia de la Mano. 
Pantera Negra le indica al hermano Vudú que se lleve a Ka-Zar, Zabu, Caballero Negro y Bruja Escarlata con él para investigar sucesos extraños en la Tierra Salvaje. Llegan para encontrar un Tyrannosaurus asesinado cuando la Bruja Escarlata siente que están rodeados. El grupo es atacado por los Cotati y luchan contra ellos hasta que Cotati Ventri desata al Hombre Cosa a quien tienen bajo su control. Cuando Ventri afirma que la Tierra Salvaje y el mundo serán de ellos, Ka-Zar se sorprende al descubrir que los Cotati han ganado el control de Shanna. Con Hermano Vudú y Bruja Escarlata inmovilizados y Caballero Negro encarcelado, Shanna intenta que Ka-Zar se una a ellos mientras Matthew le dice a Caballero Negro que tienen que hacer algo. El Doctor Vudú usó un truco para hacer un truco mental. Bruja Escarlata hace lo mismo mientras intenta liberar a Shanna del control de Cotati. Cuando Ventri se da cuenta de que algo sucede con Bruja Escarlata, el hermano Vudú toma el control de Hombre Cosa para liberar a Matthew y Caballero Negro. Bruja Escarlata trae a Ka-Zar a la mente de Shanna, donde descubre que algunas criaturas en la Tierra Salvaje están muriendo y los árboles están cayendo. Cuando Ka-Zar había sido apuñalado por un Cotati usando la Espada Ébano del Caballero Negro, Hermano Vudú salió de la mente de Hombre Cosa y trabajó con Bruja Escarlata para extraer el alma de Ka-Zar de la Espada Ébano mientras Shanna la Diablesa usa las mismas aguas que resucitaron a ella en Ka-Zar.

## Poderes y habilidades
El Hermano Vudú posee numerosos poderes místicos y cuasi físicos derivados de los Loa, los dioses espirituales del vudú. Puede entrar fácilmente en un estado de trance en el que no siente el calor del fuego y su piel se vuelve impermeable al ardor. También puede controlar llamas y formas de vida inferiores. Hermano Vudú puede crear humo místicamente acompañado por el sonido de los tambores. El humo oculta su presencia mientras puede ver a través de él. Tiene la capacidad de dominar a ciertos seres vivos mediante una especie de hipnotismo místico, más eficaz sobre animales y plantas. Puede convocar al Loa para solicitar transporte para él y los demás instantáneamente si lo consideran necesario para su misión.
El Hermano Vudú también puede convocar el espíritu de su hermano Daniel Drumm desde dentro de su cuerpo, duplicando su propia fuerza. Puede enviar el espíritu a poseer el cuerpo de otra persona y luego tiene control total sobre sus acciones.
Hermano Vudú también tiene talentos escapistas más mundanos, una vez que ingresa al edificio de Strange, no a través de la magia, sino a través de la chimenea. Posee amplios conocimientos de voudoun (vudú) gracias a la formación de Papa Jambo, así como medicina convencional y psicología con un doctorado en psicología.
Lleva un medallón místico que sirve como foco de sus poderes y como foco para su contacto con sus loas personales. En ocasiones, ha empleado armas de fuego convencionales.
El nombramiento del hermano Vudú como el nuevo Hechicero Supremo le ha otorgado no solo el poder del Ojo de Agamotto, sino también la Capa de Levitación y los Libros del Conocimiento, que anteriormente estaban en posesión del Doctor Strange.

## Otras versiones

### Vengadores de los muertos vivientes
Una versión alternativa de Hermano Vudú aparece como el líder de los Vengadores de los No Muertos, el equipo de Vengadores de la Tierra-666. Aparece por primera vez cuando la versión principal del Capitán Britania confía al equipo el Orbe de la nigromancia, un poderoso artefacto que desea mantener oculto. Cuando el Capitán Bretaña y Hawkeye intentan recuperar el Orbe, los Vengadores de los No Muertos traicionan a los héroes e intentan matarlos.

### Beavis y Butt-Head
Hermano Vudú fue mencionado en el cómic de Beavis and Butt-Head (también publicado por Marvel Comics) en el número 15, verano de 1995. El cómic muestra al hermano Vudú llegando al sonido de los tambores, gritando: "Dumballah, ya voy por ti!", lo que provocó que Butt-Head preguntara, "¿Quién diablos es este WUSS?". Beavis lo identifica incorrectamente como "Hermano DooDoo" a pesar de que Dumballah en realidad se refiere al Hermano por su nombre propio en la misma página. El hermano Vudú lucha con una serpiente, la despacha y finalmente amenaza a Dumballah con la promesa: "... ¡Tú eres el siguiente!".

### Fred Hembeck
El dibujante Fred Hembeck presentaba regularmente al personaje de Hermano Vudú en sus dibujos animados mensuales para la revista promocional de Marvel Marvel Age, comenzando con el número 14 (mayo de 1984). Generalmente lo mostraba como un personaje cojo que intentaba conseguir su propia serie. Hembeck también presentó a "Hermana Vudú" como su hermana perdida y "Voodoo Chile", su hijo. Cuando Hermano Vudú finalmente consiguió su propia historia en solitario en Marvel Super-Heroes vol. 2 # 1, (mayo de 1990) Hembeck lo dibujó con un estilo artístico serio muy diferente de su caricatura.
En su caricatura en el último número de Marvel Age, # 140 (septiembre de 1994) Hembeck afirmó que había empezado a burlarse del Hermano Vudú porque tenía el personaje confundido con un carácter "aún más cojo", DC Comics' Hermano Poder del friki.

### Marvel Zombies: Dead Days
En Ultimate Fantastic Four # 23 (noviembre de 2005), Hermano Vudú es uno de las docenas de zombis superhéroes. En el cómic de One-shot, flashback Marvel Zombies: Dead Days (julio de 2007), Hermano Vudú es uno de los últimos héroes supervivientes en infectarse con el virus zombi.

### Supernaturals
La miniserie semanal de cuatro números Supernaturals (octubre de 1998), escrita por Brian Pulido, presentaba a un hermano Vudú de universo alternativo liderando un equipo compuesto por Ghost Rider, Hombre Lobo, Gárgola, Gata Negra y Satana, para luchar contra una versión mística del villano Jack O'Lantern en un mundo donde solo existían héroes y villanos mágicos.

### ¿Y si? Con X-Men: Age of Apocalypse
Hermano Vudú fue uno de los personajes principales de una Era de Apocalipsis alternativa, vista por primera vez en febrero de 2007 ¿Qué pasaría si? Con X-Men: Age of Apocalypse one-shot. En este número, Vudú reemplaza al Doctor Strange como el Hechicero Supremo en la historia y usa el guardarropa de Strange. Lucha contra Dormammu y ayuda a los héroes a acabar con Apocalipsis, aunque el propio Jericho es asesinado por Dormammu cuando le quitan el Ojo de Agamotto.

## Ediciones recopiladas
| Título                                            | Material recolectado | Año  | ISBN                          |
| ------------------------------------------------- | --- | ---- | ----------------------------- |
| Essential Marvel Horror Vol. 2                    | Brother Voodoo stories from Strange Tales #169-173, Tales of the Zombie #6 and #10, and Marvel Team-Up #24; plus Living Mummy stories from Supernatural Thrillers #5 and #7-15; Gabriel the Devil Hunter stories from Haunt of Horror #2-5 and Monsters Unleashed #11; Golem stories from Strange Tales #174 and #176-177, and Marvel Two-In-One #11; Modred the Mystic stories from Marvel Chillers #1-2 and Marvel Two-in-One #33; and Scarecrow stories from Dead of Night #11, Marvel Spotlight #26, and Marvel Two-In-One #18 | 2008 | 978-0785130673                |
| Doctor Voodoo: Avenger of the Supernatural Vol. 1 | Doctor Voodoo: Avenger of the Supernatural #1-5 | 2010 | 978-0785144090 978-0785144090 |

## En otros medios

### Película
En 2003, Sci Fi Channel anunció que estaba desarrollando una película para televisión de acción en vivo y un piloto de puerta trasera llamado Hermano Vudú, basado en el personaje. Hans Rodionoff fue anunciado para escribir el guion, ambientado en Nueva Orleans, de esta coproducción de Reveille Productions y Marvel Studios, producida por el director de Reveille, Ben Silverman, y Avi Arad y Rick Ungar de Marvel Studios. Sin embargo, no se desarrolló nada después y el proyecto fue abandonado.

### Videojuegos
- Hermano Vudú hace un cameo en el final de Doctor Strange en Ultimate Marvel vs. Capcom 3.
- Hermano Vudú aparece como un personaje jugable en Marvel Avengers Alliance.
- Hermano Vudú aparece como un personaje jugable en el paquete DLC Doctor Strange para Lego Marvel Vengadores.[36]
- Doctor Vudú aparece como un personaje jugable en Marvel: Contest of Champions.
- Doctor Vudú aparece como un personaje jugable en Marvel Future Fight.[37]